# Esa Keskinen
Esa Juhani Keskinen (Ylöjärvi, 3 febbraio 1965) è un ex hockeista su ghiaccio finlandese.

## Palmarès

### Olimpiadi invernali
- Argento a Calgary 1988
- Bronzo a Lillehammer 1994